# Люн, Баджо
Си́кстус «Ба́джо» Люн Чунха́н (иер. 梁頌恆, кант.-рус. Лён Чунхан, кит.-рус. Лян Сунхэ́н; англ. Sixtus "Baggio" Leung Chung-hang; род. 7 августа 1986 года, Британский Гонконг) — гонконгский активист и политический деятель, руководителб «Молодого вдохновения», местной политической группы, которая склоняется к независимости Гонконга, а также является лидером и представителем «Национального фронта Гонконга», выступающего за независимость. Он был избран в Законодательный совет Гонконга на выборах в Законодательный совет Гонконга в 2016 году. Однако сделанное во время церемонии принесения присяги политическое заявление о независимости, привело к судебному иску со стороны правительства, вследствие чего он был лишён должности судом 15 ноября 2016 года.

## Биография

### Ранние годы
Люн окончил Городской университет Гонконга и в 2007 году был президентом «Союза студентов Городского университета Гонконга». Сообщалось, что он поддержал назначение правительством Вэй Куо президентом Городского университета Гонконга. Позже Люн признался, что они встречались, но не согласился с их позицией. После окончания учёбы он стал специалистом по цифровому маркетингу.
В январе 2015 года Люн основал «Молодое вдохновение» с группой единомышленников, которые участвовали в протестах 2014 года, часто называемых «Революцией зонтиков». Он стоит на позиции местных жителей, противостоящих наплыву китайских иммигрантов и туристов. На выборах в Окружной совет 2015 года «Молодое вдохновение» выдвинула девять кандидатов, в том числе и самого Люна, который выступал против пропекинского кандидата Юнг Хой Вина от «Демократического альянса за улучшение и прогресс Гонконга» (DAB). Люн проиграл выборы с перевесом около 900 голосов. В итоге был избран только один из девяти кандидатов «Молодого вдохновения».

### Выборы и депутатство
На выборах в Законодательный совет 2016 года «Молодое вдохновение» сформировала избирательный альянс под названием «ALLinHK» с другой недавно созданной группой «Umbrella». Люн планировал баллотироваться в избирательном округе острова Гонконг, но позже выдвинулся в Западном округе Новых территорий. Он отозвал свою кандидатуру в последний момент и выдвинулся в Восточном округе Новых территорий, так как Эдвард Люн был дисквалифицирован Комиссией по вопросам выборов (EAC) за его позицию, по вопросу независимости. В итоге Баджо Люн одержал победу, получив 37 997 голосов в свою поддержку.
12 октября 2016 года на первом заседании сессии Люн и его коллега по партии Яу Вай Цзин вставили свои собственные слова в официальный сценарий клятвы, в результате чего они были отклонены. Их критиковали за то, что они произносили Китай как «Сина», термин, который считался уничижительным со времен Второй китайско-японской войны, а Яу неправильно произнесла фразу «Китайскую Народную Республику» как «повторное траханье народа Сина». В результате их квалификация в качестве законодателей была оспорена правительством в суде. Постоянный комитет Всекитайского собрания народных представителей вмешался в судебное дело, истолковав статью 104 Основного закона Гонконга, чтобы «прояснить» положение законодателей о присяге на верность Гонконгу как части Китая при вступлении в должность, настаивая на искренности и точности принятия присяги, а затем заявляя, что Китай будет решительно выступать против независимости Гонконга. 15 ноября 2016 года суд освободил места двух депутатов на том основании, что они не принесли присягу «честно».
26 августа 2017 года Апелляционный суд последней инстанции Гонконга отказал в апелляции по делу, поскольку у него не было достаточно аргументов. Было обнаружено, что Люн и Яу явно отказались и умышленно не принесли присягу, что было классифицировано как отказ от неё и пренебрежение ею.
В мае 2020 года Люн предстал перед судом, в котором Комиссия Законодательного совета потребовала выплаты 930 000 гонконгских долларов (120 000 долларов США). Комиссия утверждала, что он по ошибке получил зарплату, предназначенную для депутатов. Против него было подано заявление о банкротстве. Говоря о судебных разбирательствах, Люн отметил свою готовность и что «признание банкротом было незначительным по сравнению с пожизненным заключением в соответствии с новым законом Пекина о национальной безопасности для Гонконга».

### Изгнание
11 декабря 2020 года группа изгнанных граждан Гонконга сообщила, что 30 ноября Люн покинул город и бежал в Соединённые Штаты, где просил убежища. Позже Люн подтвердил это из Вашингтона, округ Колумбия, и сказал, что надеется встретиться с советниками избранного президента Джо Байдена, чтобы обсудить санкции в отношении Китая за его «обращение с Гонконгом».